# Icône (téléfilm)
Pour les articles homonymes, voir Icône.
Pour plus de détails, voir Fiche technique et Distribution.
Icône (Frederick Forsyth's Icon) est un téléfilm américain réalisé par Charles Martin Smith, diffusé le 30 mai 2005 sur Hallmark Channel.

## Synopsis
Jason Monk, un ancien agent dormant de la CIA, travaille en équipe avec Sonia Astrova, une jeune femme du FSB, le service des renseignements russes afin de démanteler un complot visant à la destruction de la Russie. Le complot a été organisé par des officiels du gouvernement russe. Pour parvenir à leurs fins, ils instaurent un climat de peur en organisant des attentats ainsi que l'utilisation d'armes bactériologiques.

## Fiche technique
- Titre original : Icon
- Réalisateur : Charles Martin Smith
- Scénario : Adam Armus et Nora Kay Foster d'après un roman de Frederick Forsyth
- Producteurs : Brian Gordon, Patrick Peach et Dimitri Shutko
- Coproducteur : Christina Varotsis
- Producteurs exécutifs : Robert Halmi Jr. et Larry Levinson
- Coproducteurs exécutifs : Nick Lombardo, Michael Moran et Therese Ryan
- Musique : Mark Kilian et Daniel Licht
- Directeur de la photographie : David Connell
- Montage : Craig Bassett
- Distribution : Gillian Hawser et Matthew Lessall
- Création des décors : Valentina Mladenova
- Création des costumes : Sonia Despotova, Doriana Kebedzhieva et Milya Valieva
- Coordination des effets visuels : Scott Coulter
- Compagnies de production : Hallmark Entertainment / Larry Levinson Productions / Russian World Studios / Silverstar Ltd.
- Compagnie de distribution : Hallmark
- Pays : États-Unis / Russie
- Langue : Anglais / Russe Dolby Stéréo
- Image : Couleurs
- Ratio : 1.77:1 Panoramique 16/9
- Format : 35 mm
- Durée : 166 minutes

## Distribution
- Patrick Swayze (VF : Richard Darbois[1]) : Jason Monk
- Patrick Bergin (VF : Féodor Atkine) : Igor Komarov
- Michael York (VF : Hervé Bellon) : Sir Nigel Irvine
- Annika Peterson (VF : Laura Blanc) : Sonia Astrova
- Ben Cross (VF : Pierre Dourlens) : Anatoly Grishin
- Jeff Fahey (VF : Patrick Béthune) : Harvey Blackledge
- Joss Ackland (VF : Jean-Claude Sachot) : Nikolai Nikolayev
- Steve Speirs : Victor Akopov
- Niko Nicotera (VF : Fabien Jacquelin) : Andrei Kasanov
- Valentin Ganev (VF : Christian Visine) : Vladimir Tonkin
- Barry Morse (VF : Michel Ruhl) : Josef Cherkassov
- Tom Wlaschiha : Vladimir Dorganosov
- Jay Benedict (VF : Patrick Messe) : Carey Jordan
- Theodor Danetti (VF : Jean Lescot) : Leonid Zaitzev
- Marta Kondova : Elena

## DVD
Le film est sorti en DVD Keep Case le 10 mai 2007 chez Aventi Distribution au format panormamique en français 2.0 et anglais 5.1 avec sous-titres français sans suppléments .